# 마룻대
마룻대는 한옥등 건축에서 용마루 밑에 서까래가 걸리게 되는 도리이다.
한편 용마룻대(龍마룻대)는 지붕 꼭대기에 있는 가장 중요한 마룻대를 가리킨다.
또한 중요하다, 시도하다, 맨 꼭대기 등의 의미가 담겨있다.

## 용마루
용마루는 지붕 가운데 부분에 있는 가장 높은 수평 마루이다.
|                                            |
| 기와나 산자를 덮기전의 나무 뼈대 지붕의 예 |

## 마룻대공
마룻대공은 마룻보 위에 마루(마룻대)를 받쳐 세운 동자기둥이다.

## 같이 보기
- 주춧돌

## 참고 문헌
- (우리말샘) 보,도리,마룻대 등